# Ибн аль-Фурат
Насир ад-Дин Мухаммад ибн Абд ар-Рахим ибн Али аль-Мисри аль-Ханафи (араб. نصير الدين محمد بن عبد الرحيم بن علي المصري الحنيفي‎), известный как Ибн аль-Фура́т (араб. إبن الفرات‎; 1334—1405) — историк Мамлюкского султаната.
Наиболее известен его труд по всеобщей истории «История государств и королей» (араб. تاريخ الدول والملوك‎). Работа осталась незавершённой. До нашего времени дошла в виде фрагментов. Оригинал рукописи хранится в Вене.
Автор не был широко известен среди современных ему и более поздних мусульманских историков, но его труд имеет особенное значение для учёных в связи с высоким уровнем детализации и в основном дословным использованием самых разнообразных источников, в том числе христианских и шиитских. Некоторые из этих источников известны благодаря упоминанию о них Ибн аль-Фуратом.